# 四谷アートステュディウム
四谷アートステュディウムは、2004年に開校した芸術学校。近畿大学国際人文科学研究所の一部門として東京コミュニティカレッジに設置され、ディレクターに岡崎乾二郎を招聘したが2013年に閉校。

## 概要
閉校に際し、「芸術教育とは何か？―四谷アート・ステュディウム閉校問題から考える―」というサイトが立ち上がる。
卒業生に橋本聡と高嶋晋一、中井悠がいる。
『四谷アート・ステュディウム』の関連企画として、『批評の現在　シンポジウム』（参加者　池田剛介、 伊藤亜紗、 上崎千、黒瀬陽平、沢山遼、千葉雅也、平倉圭、福嶋亮大、柳澤田実、 松井勝正、石岡良治）も開催された。